# 조지프 로버트 숀필드
조지프 로버트 숀필드(영어: Joseph Robert Shoenfield, 1927~2000)는 미국의 수리논리학자이다.

## 생애
1927년 5월 1일 디트로이트에서 태어났다. 1953년에 미시간 대학교에서 박사 학위를 수여받았다. 1952년에 듀크 대학교 교수가 되었다.
이미 학생 시절부터 콘트랙트 브리지와 체스:393 및 바둑을 즐겼다.
1992년에 은퇴하였으며, 2000년 11월 15일에 노스캐롤라이나주 더럼에서 사망하였다.

## 저서
- Shoenfield, Joseph Robert (1967). 《Mathematical Logic》. Addison-Wesley Series in Logic (영어) 2판. Addison-Wesley. ISBN 978-1-56881-135-2. Zbl 0155.01102.
- Shoenfield, Joseph Robert (1971). 《Degrees of unsolvability》. North-Holland Mathematics Studies (영어) 2. North-Holland.
- Shoenfield, Joseph Robert (2000). 《Recursion theory》. Lecture Notes in Logic (영어). Springer-Verlag. ISBN 1-56881-149-7. MR 1251063.